# Murina cyclotis
Murina cyclotis (Dobson, 1872) è un pipistrello della famiglia dei Vespertilionidi diffuso in Asia sud-orientale.

## Descrizione

### Dimensioni
Pipistrello di piccole dimensioni, con la lunghezza della testa e del corpo tra 38 e 50 mm, la lunghezza dell'avambraccio tra 29 e 41 mm, la lunghezza della coda tra 32 e 50 mm, la lunghezza del piede tra 9 e 12 mm, la lunghezza delle orecchie tra 13 e 18 mm e un peso fino a 11 g.

### Aspetto
La pelliccia è lunga, densa, lanosa e si estende sulle ali fino all'altezza dei gomiti e delle ginocchia. Le parti dorsali sono arancioni chiare con la base dei peli marrone scura, mentre le parti ventrali sono marroni chiare con la base dei peli più scura. Il muso è stretto, allungato, con le narici protuberanti e tubulari. Gli occhi sono molto piccoli. Le orecchie sono corte, arrotondate e ben separate tra loro. Il trago è lungo, affusolato e bianco. Le membrane alari sono bruno-grigiastre e attaccate posteriormente alla base dell'artiglio dell'alluce. I piedi sono piccoli e ricoperti di peli. La punta della lunga coda si estende leggermente oltre l'ampio uropatagio, il quale è densamente ricoperto di peli. Il calcar è lungo.

### Ecolocazione
Emette ultrasuoni sotto forma di impulsi di breve durata, bassa intensità, a banda larga e frequenza modulata iniziale tra 152 e 180 kHz e finale tra 43 e 86 kHz. Tale configurazione è adatta per la predazione all'interno della fitta vegetazione.

## Biologia

### Comportamento
Si rifugia in piccoli gruppi nel denso fogliame e talvolta in piccole grotte e tra fessure rocciose. Il volo è lento e altamente manovrato.

### Alimentazione
Si nutre di insetti catturati vicino al suolo.

### Riproduzione
Femmine gravide con due feti sono state catturate nella Penisola malese nei mesi di febbraio e maggio.

## Distribuzione e habitat
Questa specie è diffusa dall'India meridionale e lo Sri Lanka, fino all'Indocina, la Cina meridionale ed alle Filippine.
Vive in diversi ambienti forestali, dalle foreste sempreverdi umide alle semi-decidue da 250 a 1.500 metri di altitudine.

## Tassonomia
Sono state riconosciute 2 sottospecie:
- M.c.cyclotis: Stati indiani dell'Andhra Pradesh, Meghalaya, Mizoram, Sikkim, Tamil Nadu, West Bengal; Nepal, Myanmar, Thailandia settentrionale e centrale, Vietnam settentrionale, Laos e Cambogia, province cinesi del Jiangxi, Guangxi e Hainan; isole filippine di Biliran, Bohol, Provincia di Camiguin, Catanduanes, Cebu, Luzon, Mindanao, Palawan, Sibuyan, Siquijor;
- M.c.eileenae (Phillips, 1932): Sri Lanka.

La sottospecie M.c.peninsularis è stata recentemente elevata al rango di specie distinta.

## Conservazione
La IUCN Red List, considerato il vasto areale, la popolazione presumibilmente numerosa, la presenza in diverse aree protette e la tolleranza alle modifiche ambientali, classifica M.cyclotis come specie a rischio minimo (Least Concern)).